# Grafton hercege
A Grafton hercege 1675-ben alapított brit főnemesi cím az angol főnemességében. A címet II. Károly angol király törvénytelen fia, Henry FitzRoy kapta, aki Isabella Bennet, Arlington grófja örökösnőjének férje lett. A Grafton család központja Euston Hall Suffolk megyében. A család kiemelkedő tagja Augustus Henry FitzRoy, Grafton 3. hercege, aki 1768 és 1770 között Nagy-Britannia miniszterelnöke volt. A Grafton család oldalága a Southampton bárója és a Daventry vikomtja címeket viselő két család.
A hercegek birtokolták London azon mezőgazdasági külterületét, amelyen a Southampton bárói ág kezdett építkezni és létrehozták a ma családnevüket viselő Fitzrovia városrészt.
A hercegi cím a Northamptonshire délkeleti részén fekvő Grafton Honour-re utal, amelynek névadó faluját ma Grafton Regisnek hívják.
A családi székhely a suffolki Euston Hall,  birtokon, amely átnyúlik a Norfolk és Suffolk közötti határon. A család főágának temetkezési helye az Eustonban található.
A Grafton hercegei a főnemesi rangsorban a negyedik helyet foglalják el, a Norfolk, Somerset és Richmond hercegei után.
A szócikk speciális jelölései
A szócikkhez szorosan kötődő főnemesi címek mellett előfordulhat a ( 1488 II) jelzés. Ez azt jelenti, hogy a nemesi címet a skót peerage-ben, főrendben hozták létre 1488-ban. A római szám jelentése: ez volt a cím második létrehozása.
A dőlt betűs, kurzív nemesi cím jelentése: a viselő az apja (esetleg nagyapja) második (harmadik) címét viseli, az az ő az örökös vagy az örökös örököse.

## A hercegek
Henry FitzRoy, Euston 1. grófja (1672) Grafton 1. hercege (1675) KG

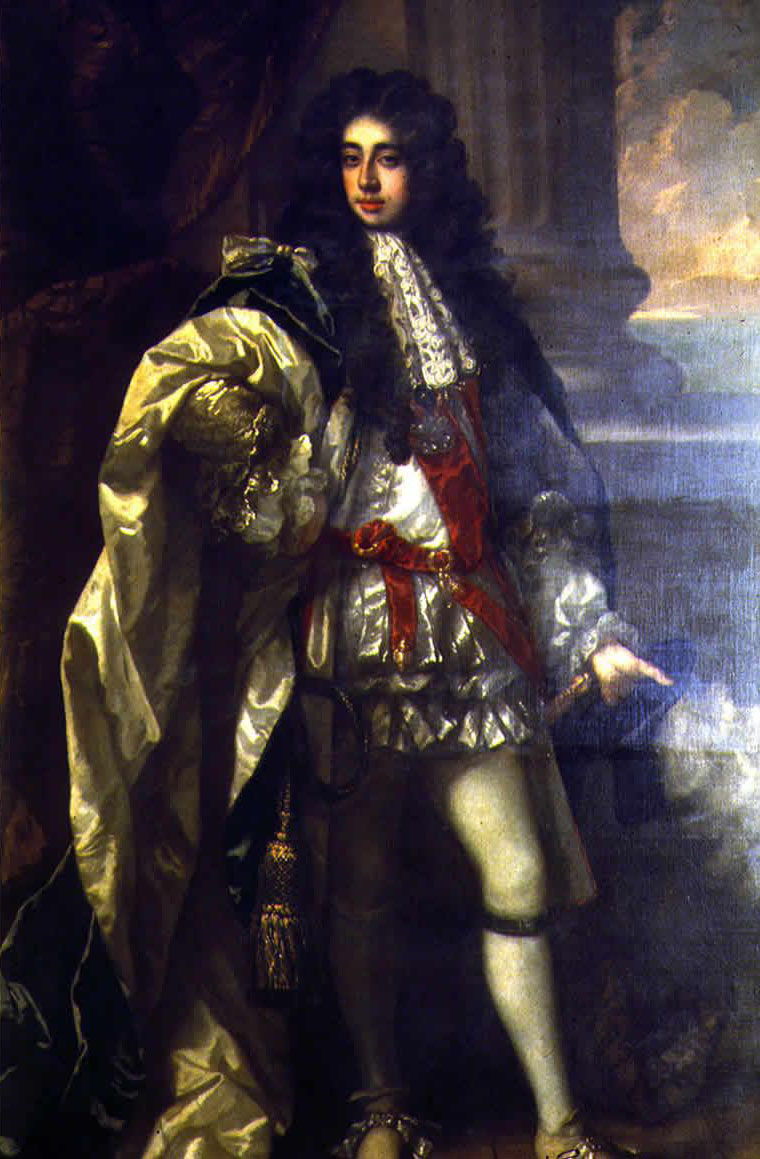
Henry FitzRoy, Grafton első hercege, Thomas Hawker festménye 1684-ből

Henry FitzRoy (1663–1690) II. Károly angol király szeretőjétől, Barbara Palmertől, Cleveland hercegnőtől született, ezért törvénytelen utód volt. Már gyermekként eljegyezték Isabella Bennettel, Arlington első grófjának, Henry Bennetnek az örökösnőjével. A polgári esküvőt 1672. augusztus 1-jén tartották, amikor FitzRoy még csak nyolcéves volt, a vallásos szertartásra 1679. november 6-án került sor.
1672-ben augusztus 16-án főnemesi címet kapott: Euston grófja lett, külön öröklési szabályozással, hogy testvére, George örökölhesse őket. 1675. szeptember 11-én emelték Grafton hercegévé. 1680-ban a Térdszalagrend lovagjává avatták. 1681-től a gyalogezred ezredese, 1682-től 1689-ig Anglia altengernagya, majd Trinity House vezetője lett (1682–1683). 1684-től haláláig a Wight-sziget kormányzójaként, 1685-től 1689-ig Suffolk hadnagya, valamint Anglia főlovászmestereként is szolgált II. Jakab koronázásakor.
Tengerésztiszti pályára nevelték, és fiatalon több katonai bevetésen is részt vett. 1684-ben ott volt Luxemburg ostrománál, részt vett féltestvére, James Scott, Monmouth első hercege lázadásának leverésében 1685-ben, különösen kiemelkedve a Bath melletti Norton St Philip-i ütközetben és a sedgmoori csatában. 1686-ban pár nap alatt két halálos párbajt vívott. Az elsőt Derby grófja testvérével, a párbaj oka „csaknem tűrhetetlen provokáció” volt Stanley részéről. Henry FitzRoy halálos sebet ejtett ellenfelén. A második párbajt John Talbottal, Shrewsbury grófja testvérével vívta, ennek oka az volt, hogy Talbot „durva és sértő beszédet” intézett Graftonhoz, ami a kor szokásai szerint kihívásnak minősült.
Bár kezdetben hűséges maradt II. Jakabhoz, végül John Churchill hatására átpártolt Orániai Vilmos oldalára a dicsőséges forradalom idején. 1690-ben a Beachy Head-i tengeri ütközetben, majd szeptember 28-án Cork ostrománál is harcolt, ahol súlyosan megsebesült. Október 9-én halt meg, 27 évesen. Testét Angliába szállították, és a suffolki Eustonban temették el, ez a grófi cím névadó települése.
Egyetlen fia, Charles FitzRoy örökölte címét. Özvegye, Isabella 1697-ben újra férjhez ment Sir Thomas Hanmerhez, aki később az alsóház elnöke és Shakespeare-kutató lett. Henry FitzRoy kortársai szerint apja törvénytelen gyermekeinek legtehetségesebbje volt, erős jellemű, vakmerő, de becsületes természetű férfiként tartották számon. Utcát neveztek el róla Dublinban és Corkban.
A feleség, Isabella apja egyetlen örököseként, köszönhetően a cím speciális rendelkezésének, örökölte az Arlingron grófja címet és a női ágon is örökölhető Arlington bárója címet. Tőle mindkét címet fia, Grafton második hercege örökölte. A kilencedik herceg halálával az Arlington grófja és bárója címek férfi utód híján alvó állapotba kerültek, mert több lehetséges női örökösük volt.
Charles FitzRoy, Grafton 2. hercege KG PC

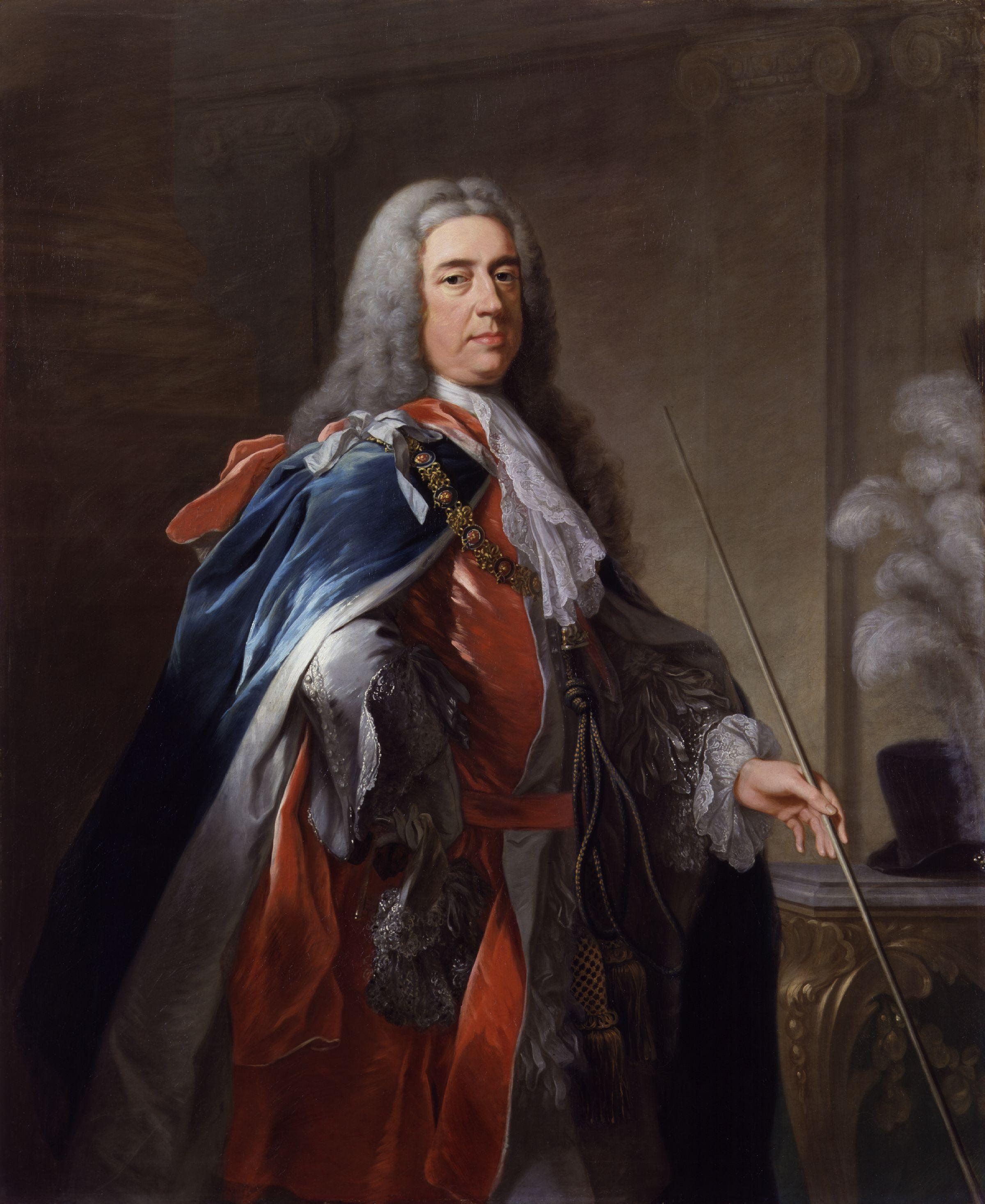
Charles FitzRoy, Grafton 2. hercege látható a képen, amint elegáns udvari öltözetben, méltóságteljes pózban áll. A portrét feltehetően William Hoare festette 1735 és 1745 között

Charles FitzRoy (1683. október 25. – 1757. május 6.) 1690-ben örökölte a Grafton hercege, 1723-ban az Arlington grófi címeket. 1713-ban feleségül vette Henrietta Somersetet, Worcester márki lányát. 1714-ben ő töltötte be a Lord High Steward tisztségét I. György koronázásán, majd tagja lett a Titkos tanácsnak, a király Lord of the Bedchamber-je. 1721-ben a Térdszalagrend lovagjává avatták. 1721 és 1724 között Írország helytartója, 1724-től haláláig a királyi udvartartás főkamarása. Több alkalommal is tagja volt a birodalmi kormányzótanácsnak, és 1749-ben a Royal Society tagjai közé választották. Jelentős mecénása volt a zenének: 1719-ben támogatta a Royal Academy of Music létrehozását, 1739-ben pedig a Foundling Hospital (lelencház) alapítását.
A királyi udvarban „Booby Grafton“ néven emlegették. Ismert volt barátságáról, valamint barátságos, udvari flörtnek tekintett kapcsolatáról II. György egyik lányával, Amália hercegnővel. 1757. május 6-án halt meg 73 éves korában.
Augustus Henry FitzRoy, Grafton 3. hercege KG PC

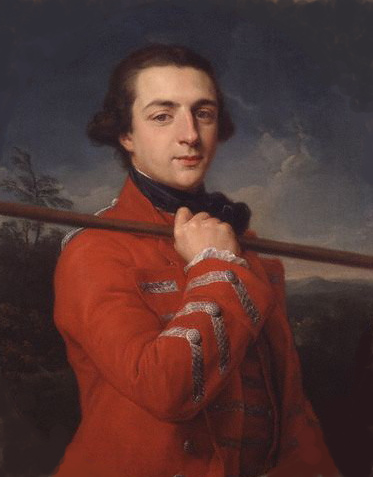
Augustus Henry FitzRoy, Grafton 3. hercege, későbbi brit miniszterelnök portréja Pompeo Batoni festményén, 1762-ből

Augustus Henry FitzRoy (1735. szeptember 28. – 1811. március 14.) Etonban és a Cambridge-i Peterhouse College-ban tanult, majd európai tanulmányútra indult. 1756-ban a whig párt színeiben alsóházi képviselő lett Bury St Edmunds választókörzetében. 1757-ben, nagyapja halálával örökölte a Grafton hercege címet. Ugyanebben az évben lett Suffolk megye lord helytartója, majd Lord of the Bedchamber.
Politikai pályáját Lord Bute ellenzékeként kezdte, majd 1765-ben tagja lett a Titkos tanácsnak, és Lord Rockingham kormányában északi ügyek államtitkárrá (Secretary of State for the Northern Department) nevezték ki. Rockingham távozása után William Pitt alakított kormányt, amelyben Grafton a pénzügyek első lordja lett. 1767 végén Pitt megbetegedett, így 1768-tól Grafton lett a kormány tényleges vezetője és hivatalosan is miniszterelnök. Ekkor mindössze 33 éves volt – a legfiatalabb brit miniszterelnök egészen ifjabb William Pitt hivatalba lépéséig.
Miniszterelnöksége (1768–1770) nehéz időszakra esett: Nagy-Britannia épp csak túljutott a Hétéves háborún, és növekvő nemzetközi kihívásokkal nézett szembe. A közvélemény különösen támadta, amiért engedte, hogy Franciaország annektálja Korzikát – ezt a gyengeség jelének tekintették. Grafton 1770 januárjában lemondott, helyét Lord North vette át.
Miközben 1768-ban a Cambridge-i Egyetem kancellárja lett, 1769-ben megkapta a Térdszalagrendet. 1771-től 1775-ig, majd 1782-től 1783-ig Lordpecsétőr volt, és támogatta a békülékenyebb megközelítést az amerikai gyarmatokkal szemben. A milícia ügyének elkötelezett támogatójaként személyesen vezette a West Suffolk Militia ezredét 1759 és 1780 között, és jelentős szerepet játszott a Coxheath kiképző központ szervezésében.
Magánélete is sok figyelmet kapott. 1756-ban feleségül vette Anne Liddellt, Ravensworth báró lányát. Házasságuk 1769-ben válással végződött, miután mindkét félnek voltak félrelépései. Nancy Parsons, a híres londoni kurtizán, az 1760-as években Grafton szeretője lett. Nyíltan együtt éltek, Nancyt Grafton magával vitte operába is, ahol állítólag nyilvánosan is rajtakapták őket „in flagrante delicto” – azaz szexuális aktus közben, ami nagy társadalmi botrányt kavart. A kapcsolat hozzájárult Grafton házasságának felbontásához. Ő lett az első brit miniszterelnök, aki hivatalban lévőként elvált és újraházasodott – ez 2021-ig, (Boris Johnson) nem történt meg újra. Új felesége Elizabeth Wrottesley lett, akitől több gyermeke született, köztük a következő herceg.
Visszavonulása után a vallás és társadalmi reform felé fordult: unitárius nézeteket vallott és több vallási tárgyú művet is írt. Támogatta az anglikán liturgia és a hitvallási cikkelyek mérsékeltebb értelmezését, és anyagilag is hozzájárult teológiai kiadványok megjelenéséhez.
Augustus Henry FitzRoy 1811. március 14-én halt meg. Miniszterelnökségét követően 41 évig élt, így az övé a leghosszabb miniszterelnökség utáni életszakasz a brit történelemben. Nevét több város és település őrzi világszerte, többek közt Grafton County (New Hampshire), Grafton (New South Wales, New York, Virginia, West Virginia), valamint a cambridge-i Grafton Centre is.
George Henry FitzRoy, Grafton 4. hercege KG

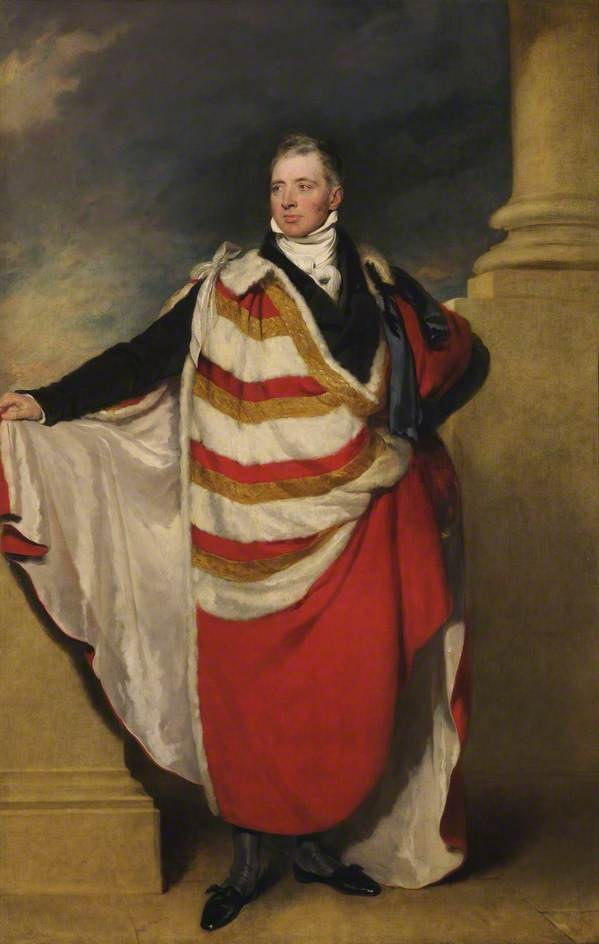
George Henry FitzRoy, Grafton 4. hercege látható Thomas Lawrence festményén, amelyet a herceg ajándékozott a Trinity College-nak 1831-ben

George Henry FitzRoy (1760. január 14. – 1844. szeptember 28.) Harrow Schoolban és a Cambridge-i Trinity College-ban tanult, ahol közeli barátságot kötött ifjabb William Pitt-tel. 1782 és 1784 között Thetford képviselője volt az alsóházban, majd 1784-től egészen 1811-ig a Cambridge-i Egyetem parlamenti képviselőjeként tevékenykedett. 1811-ben örökölte a Grafton hercegi címet. Katonai pályája korán indult: 1780-ban, húszévesen vette át apjától a West Suffolk Militia parancsnokságát, amelyet 1808-ig irányított. 1790-től haláláig ő volt Suffolk megye hadnagya. Emellett 1794 és 1807 között ő felügyelte a Hyde Park és St James’s Park területét mint főerdőmester. 1803-ban Northamptonshire helyettes hadnagyává is kinevezték. 1834-ben a Térdszalagrend lovagjává avatták. Politikai nézetei mérsékeltek és pragmatikusak voltak. Barátja és politikai szövetségese, William Pitt kormányzása idején Grafton erőteljesen támogatta a brit–amerikai kapcsolatok barátságos rendezését az Egyesült Államok függetlenségének elismerése után.
1784. november 16-án feleségül vette Charlotte Maria Waldegrave-et, aki 1808-ban meghalt. Grafton hercege 1844. július 28-án hunyt el, 84 éves korában. Több mint öt évtizeden át viselte a Grafton hercegi címet.
Henry FitzRoy, Grafton 5. hercege (1790–1863)
Henry (1790. február 10. – 1863. március 26.) a Harrow School és a – felmenőihez hasonlóan – a cambridge-i Trinity College diákja volt. Fiatalon a 7. könnyű dragonyos ezred hadnagya, majd 1823-tól az East-, 1830-tól a West Suffolk Militia ezredese lett, amelyet 1845-ig vezetett. A whig párt képviselőjeként Bury St Edmunds (1818–1820, 1826–1831) és Thetford (1834–1842) képviselője volt. 1844-ben örökölte apjától a Grafton herceg és kapcsolódó címeit. 1812-ben Lisszabonban feleségül vette az apai ágon a Berkeley grófoktól, anyai ágon Richmond hercegeitől – anyja Emily Lennox volt – származó Mary Caroline Berkeleyt Lisszabonban.
William Henry FitzRoy, Grafton 6. hercege
William (1819. augusztus 5. – 1882. május 21.)a Harrow School tanulója volt, majd a Sandhursti Királyi Katonai Akadémia hallgatója volt. 1847-től 1863-ig Thetford képviselője volt a brit alsóházban, a liberális párt színeiben. Apja halálával 1863-ban örökölte a Grafton herceg címet, valamint körülbelül 10 500 hektárnyi birtokot. 1860-ban alezredesi rangban átvette a Northamptonshire Rifle Volunteers egység parancsnokságát. 1858-ban feleségül vette Marie Anne Louise Baringet, Ashburton 3. bárójának lányát, ám a házaspárnak nem született gyermeke. William FitzRoy és felesége évente a telet és a tavaszt a dél-Francia Riviérán, a jómódú brit társadalom körében népszerű klimatikus gyógyhelyén, Hyères-ben töltötte. William Henry FitzRoy utód nélkül halt meg Londonban, 1882-ben.
Augustus Charles Lennox FitzRoy, Grafton 7. hercege KG
Augustus FitzRoy (1821. június 22-én – 1918. december 4.) a Harrow Schoolban tanult, majd katonai pályára lépett, a Grenadier Guards alezredeseként harcolt a Krími háborúban, ahol súlyosan megsebesült. 1849-től 1892-ig Viktória királynő aktív lovastisztje, 1882-től tiszteletbeli lovastisztje volt egészen haláláig. 1873-ban a Bath-rend tagjává, 1883-ban pedig a Térdszalagrend lovagjává avatták. 1882-ben, bátyja halálával örökölte a Grafton hercegi címet és a kapcsolódó rangokat, emellett több megyében is igazságügyi tisztségeket töltött be. 1918-ban hunyt el, 96 évesen.
Alfred William Maitland FitzRoy, Grafton 8. hercege
Alfred (1850. március 3. – 1930. január 10.) bátyja halálával örökölte a Grafton hercege címet. A Coldstream Guards hadnagya volt, és számos megyei tisztséget viselt: Suffolk és Northamptonshire helyettes hadnagya, mindkét megyében békebíróként is szolgált.
John Charles William FitzRoy, Grafton 9. hercege
John (1914. augusztus 1. – 1936. augusztus 3.) három nappal az első világháború kitörése előtt született. A Harrow Schoolban és a cambridge-i Trinity College-ban tanult. 1930-ban, nagyapja halálával, tizenöt évesen örökölte a Grafton hercegi címet, ezzel Anglia legfiatalabb hercege lett. Szenvedélyesen érdeklődött a gépek és sebesség iránt: motorozott, vitorlázórepülő-pilóta volt, majd 1936-ban versenyzőként mutatkozott be a Brooklands pályán. Augusztus 3-án, két nappal 22. születésnapja után, a limericki Grand Prix-n halálos balesetet szenvedett: Bugatti T59-es autója felborult és kigyulladt.
Grafton 9. hercegének halálával az Arlington gróf (1672) és az Arlington báró (1665) címek a hercegitől eltérő öröklési szabályokkal rendelkezett, így a herceg két húga – Jane és Mary Rose – között alvó állapotba kerültek. Mivel Mary Rose 1989-ben gyermektelenül hunyt el, 1999-re Jennifer Forwood, Jane leánya lett az egyetlen jogos örökös, és kérésére az uralkodó előhívta a címet a számára.
Charles Alfred Euston FitzRoy, Grafton 10. hercege
Charles (1892. június 4. – 1970. november 11.) egy Berkshire-i kollégiumban és a Sandhursti Királyi Katonai Akadémián tanult, majd 1911-ben csatlakozott a Royal Welch Fusiliers ezredhez. Az első világháborúban Franciaországban harcolt, majd 1917-től 1920-ig Lord Buxton Dél-Afrika főkormányzó segédtisztje és udvari főintendánsa volt. 1921-ben visszavonult a hadseregtől, és a suffolki Coney Westonban gazdálkodni kezdett. 1927–1936 között Langhamben földbirtok-ügynökként dolgozott első felesége nagybátyjánál. 1936-ban unokatestvére, John FitzRoy halála után örökölte a Grafton hercege címet, valamint az eustoni családi birtokot. 1937-ben békebíró, 1942-ben Suffolk megye helyettes hadnagya lett.
Hugh Denis Charles FitzRoy, Grafton 11. hercege KG
Hugh (1919. április 3. – meghalt 2011. április 7.) a Dél-afrikai Fokvárosban született. Az Eton College-ban és a cambridge-i Magdalene College-ban tanult. A második világháborúban a Grenadier Guards tisztje lett, 1943–1947 között India alkirályának, Wavellnek vikomt segédtisztje volt. 1970-ben örökölte a Grafton hercege címet. 1973-tól Suffolk megye helyettes hadnagya, 1976-tól a Térdszalagrend lovagja volt.
Élete nagy részét a történelmi műemlékek védelmének szentelte: vezette a a Történelmi Épületek Védelmi Társaságot (Society for the Protection of Ancient Buildings), a Történelmi Templomok Megóvási Alapjának (Historic Churches Preservation Trust) elnöke és a Sir John Soane Múzeum (Sir John Soane's Museum) kuratóriumának vezetője volt. kuratóriumának, valamint alelnöke a National Portrait Gallery-nek. A National Trust sussexi, kenti és kelet-angliai körzeti adminisztrátora is volt, továbbá az ICOMOS angol szekciójának elnöke és nemzetközi tanácstagja. Élete végéig Euston Hallban élt.
Henry Oliver Charles FitzRoy, Grafton 12. hercege
Henry (1978. április 6. – ) a Harrow Schoolban és az Edinburgh-i Egyetemen tanult, majd a cirencesteri Royal Agricultural College-ban végzett posztgraduális képzést birtokigazgatásból. 2002 és 2004 között az Egyesült Államokban dolgozott a zenei menedzsment területén, Nashville-ben rádiós műsorvezetőként, majd 2005–2006-ban a Rolling Stones A Bigger Bang Tour áruforgalmazási koordinátorként. 2007-ben Londonba költözött, majd 2009-ben, apja halála után visszatért Suffolkba, hogy a négyezer hektáras Euston Hall birtok irányításában részt vegyen. Ekkortól használhatta volna a Euston grófja udvariassági címet (a hercegi cím örököse megszólítása), de továbbra is Ipswich vikomtja címet használta (a hercegi cím örökösének örököse megszólítása), nem akarta apja udvariassági címét használni.. 2011-ben nagyapja halálával örökölte a Grafton hercege címet és a családi birtokokat, jelenleg a birtok modernizálásán dolgozik és élőzenei eseményeket szervez.

## Családfa
A ● jelzés törvénytelen utódot jelent
- II. Károly angol király
  - ● James Crofts (majd James Scott) (1649 – 1685),  Monmouth 1. hercege, suo jure  Buccleuch 1. hercege. Felesége: Anne Scott suo jure  Buccleuch 4. grófnője, suo jure , majd Buccleuch 1. hercegnője. Innen lásd  Buccleuch hercege
  - ● Charles FitzCharles[m 4][m 26] (1657–1680), Plymouth 1. grófja
  - ● Charles Fitzroy[m 4][m 27] (1662–1730), 1675-től  Southampton 1. hercege[m 28], 1709-től  Cleveland 2. hercege[m 29] Innen lásd  Cleveland hercege
  - ● Henry FitzRoy (1663–1690),  Euston 1. grófja (1672),  Grafton 1. hercege (1675) ∞ Isabella Bennet (1668–1723)[m 5],  Arlington 2. grófnője
    - Charles FitzRoy (1683-1757)  Grafton 2. hercege ∞ Henrietta Somerset (1690–1726)
      - ● Charles FitzRoy–Scudamore (~1710–1782)[m 30] ∞ Frances Scudamore (1711–1750)[m 31]
      - George FitzRoy (1715–1747)[m 32], Euston grófja ∞ Dorothy Boyle (1724–1742)
      - Augustus FitzRoy (1716–1741)[m 33]
        - Augustus FitzRoy (1735–1811),  Grafton 3. hercege ∞¹ Anne Liddell (1736–1804), házasok: 1756–1769 ∞² Elizabeth Wrottesley (1745–1822)
          - George FitzRoy (1760–1844),  Grafton 4. hercege ∞ Lady Charlotte Maria Waldegrave (1761–1808)
            - Henry FitzRoy (1790–1865),  Grafton 5. hercege ∞ Anne Cavendish (1787–1871)
              - William FitzRoy (1819–1882),  Grafton 6. hercege ∞ Anne Louise Baring (1833–1928)
              - Augustus FitzRoy (1821–1918),  Grafton 7. hercege ∞ Anne Balfour (1825–1857)
                - Henry James FitzRoy (1848–1912)[m 34], Euston grófja
                - Alfred FitzRoy (1850-1930),  Grafton 8. hercege ∞¹ Margaret Rose (1855–1913) ∞² Susanna Mary McTaggart-Stewart (1878–1961)
                  - ¹William FitzRoy (1884–1918)[m 35], Ipswich vikomtja
                    - John FitzRoy (1914–1936)  Grafton 9. hercege
                    - Margaret Jane FitzRoy (1916–1995)
                      - Jennifer Nelson (1939–),  11. Arlington bárónő (1999)

                  - ²Cecilia Blanche Genevieve FitzRoy (1922–1974) ∞ George Howard (1920–1984)[m 36], Henderskelfe Howard bárója

                - Charles FitzRoy (1858–1911)[m 37] ∞ Ismay FitzRoy (1863–1952) ♥
                  - Charles FitzRoy (1892–1970),  Grafton 10. hercege
                    - Hugh FitzRoy (1919–2011),  Grafton 11. hercege
                      - James Oliver Charles FitzRoy (1947–2009), Euston grófja ∞ Claire Kerr[m 38]
                        - Henry Oliver Charles FitzRoy (1978–),  Grafton 12. hercege
                          - (1) Alfred James Charles FitzRoy (2012–), Euston grófja
                          - Rosetta Fitzroy (2015–)
                          - (2) Rafe FitzRoy (2017–)

                      - Virginia Fitzroy (1954–) ∞¹ Ralph Kerr,  Lothian 14. márkija

          - Frances FitzRoy (1780–1866) ∞ Francis Spencer (1779–1845)[m 39],  1. Churchill báró

        - Charles FitzRoy (1737–1797),  1. Southampton báró ∞ Anne ??? (1737–1807) 
          - ...innen Southampton bárója illetve Daventry vikomtja, a családfa ág kifejtése itt

      - Isabel FitzRoy (1726–1782)[m 40] ∞ Francis Seymour-Conway (1718-1794)[m 41],  Ragley Conway 2. bárója, majd  Hertford 1. grófja (1750), majd  Hertford 1. márkija (1793)

  - ● George FitzRoy (1665–1716), 1674-től  Northumberland grófja, 1678-tól  Northumberland hercege.
  - ● Charles Beauclerk (1670–1726), 1684-től  St Albans 1. hercege. Innen lásd St Albans hercege
  - ◎ Charles Lennox (1672–1723), 1675-től  Richmond 1. (IV) és  Lennox 1. (II) hercege
    - innen lásd  Richmond és Lennox hercege

## Címer
Pajzs
Negyedelt pajzs:

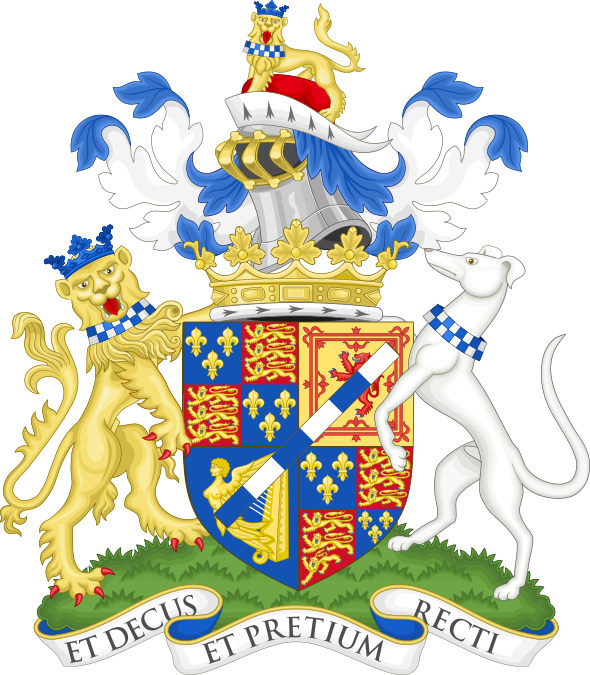
A Grafton hercegek címere

- 1. és 4. negyed: Franciaország és Anglia negyedelt címere: Franciaország: kék mezőben három arany liliom, Anglia: vörös mezőben három arany, ágaskodó oroszlán (Plantagenêt-ház).
- 2. negyed: Skócia: arany mezőben vörös oroszlán, dupla vörös virágos szegéllyel (Skócia címere).
- 3. negyed: Írország: kék mezőben arany hárfa, ezüst húrokkal.

Az egész pajzson átlósan sinister  (a heraldikai balról–jobbra irány) egy ezüst és kék váltakozó színű ferde pólya helyezkedik el, jelezve a család törvénytelen származását.
Sisakdísz (Crest)
Vörös bársonysapka hermelin szegéllyel, rajta egy arany oroszlán álló helyzetben, kék hercegi koronával a fején, nyakában ezüst és kék váltakozó színű nyakörvvel.
Támogatók (Supporters)
- Dexter: egy arany oroszlán, kék hercegi koronával a fején, nyakában ezüst és kék váltakozó színű nyakörvvel.
- Sinister: egy ezüst agár, nyakában ezüst és kék váltakozó színű nyakörvvel.

Jelmondatlatinul: Et decus et pretium recti – „Az erény dísze és jutalma.”
Az oroszlán megjelenése utalás a törvénytelen származásra, II. Károly angol király vérvonalára.

## Fordítások
- Ez a szócikk részben vagy egészben  a   Duke of Grafton című angol Wikipédia-szócikk ezen változatának fordításán alapul.  Az eredeti cikk szerkesztőit annak laptörténete sorolja fel. Ez a jelzés csupán a megfogalmazás eredetét és a szerzői jogokat jelzi, nem szolgál a cikkben szereplő információk forrásmegjelöléseként.
- Ez a szócikk részben vagy egészben  a   Henry FitzRoy, 1st Duke of Grafton című angol Wikipédia-szócikk ezen változatának fordításán alapul.  Az eredeti cikk szerkesztőit annak laptörténete sorolja fel. Ez a jelzés csupán a megfogalmazás eredetét és a szerzői jogokat jelzi, nem szolgál a cikkben szereplő információk forrásmegjelöléseként.
- Ez a szócikk részben vagy egészben  a   Barbara Palmer, 1st Duchess of Cleveland című angol Wikipédia-szócikk ezen változatának fordításán alapul.  Az eredeti cikk szerkesztőit annak laptörténete sorolja fel. Ez a jelzés csupán a megfogalmazás eredetét és a szerzői jogokat jelzi, nem szolgál a cikkben szereplő információk forrásmegjelöléseként.
- Ez a szócikk részben vagy egészben  a   Baron Arlington című angol Wikipédia-szócikk ezen változatának fordításán alapul.  Az eredeti cikk szerkesztőit annak laptörténete sorolja fel. Ez a jelzés csupán a megfogalmazás eredetét és a szerzői jogokat jelzi, nem szolgál a cikkben szereplő információk forrásmegjelöléseként.
- Ez a szócikk részben vagy egészben  a   Charles FitzRoy, 2nd Duke of Grafton című angol Wikipédia-szócikk ezen változatának fordításán alapul.  Az eredeti cikk szerkesztőit annak laptörténete sorolja fel. Ez a jelzés csupán a megfogalmazás eredetét és a szerzői jogokat jelzi, nem szolgál a cikkben szereplő információk forrásmegjelöléseként.
- Ez a szócikk részben vagy egészben  a   George FitzRoy, Earl of Euston című angol Wikipédia-szócikk ezen változatának fordításán alapul.  Az eredeti cikk szerkesztőit annak laptörténete sorolja fel. Ez a jelzés csupán a megfogalmazás eredetét és a szerzői jogokat jelzi, nem szolgál a cikkben szereplő információk forrásmegjelöléseként.
- Ez a szócikk részben vagy egészben  az   Augustus FitzRoy, 3rd Duke of Grafton című angol Wikipédia-szócikk ezen változatának fordításán alapul.  Az eredeti cikk szerkesztőit annak laptörténete sorolja fel. Ez a jelzés csupán a megfogalmazás eredetét és a szerzői jogokat jelzi, nem szolgál a cikkben szereplő információk forrásmegjelöléseként.
- Ez a szócikk részben vagy egészben  a   George FitzRoy, 4th Duke of Grafton című angol Wikipédia-szócikk ezen változatának fordításán alapul.  Az eredeti cikk szerkesztőit annak laptörténete sorolja fel. Ez a jelzés csupán a megfogalmazás eredetét és a szerzői jogokat jelzi, nem szolgál a cikkben szereplő információk forrásmegjelöléseként.
- Ez a szócikk részben vagy egészben  a   Henry FitzRoy, 5th Duke of Grafton című angol Wikipédia-szócikk ezen változatának fordításán alapul.  Az eredeti cikk szerkesztőit annak laptörténete sorolja fel. Ez a jelzés csupán a megfogalmazás eredetét és a szerzői jogokat jelzi, nem szolgál a cikkben szereplő információk forrásmegjelöléseként.
- Ez a szócikk részben vagy egészben  a   William FitzRoy, 6th Duke of Grafton című angol Wikipédia-szócikk ezen változatának fordításán alapul.  Az eredeti cikk szerkesztőit annak laptörténete sorolja fel. Ez a jelzés csupán a megfogalmazás eredetét és a szerzői jogokat jelzi, nem szolgál a cikkben szereplő információk forrásmegjelöléseként.
- Ez a szócikk részben vagy egészben  az   Augustus FitzRoy, 7th Duke of Grafton című angol Wikipédia-szócikk ezen változatának fordításán alapul.  Az eredeti cikk szerkesztőit annak laptörténete sorolja fel. Ez a jelzés csupán a megfogalmazás eredetét és a szerzői jogokat jelzi, nem szolgál a cikkben szereplő információk forrásmegjelöléseként.
- Ez a szócikk részben vagy egészben  a   Henry James FitzRoy, Earl of Euston című angol Wikipédia-szócikk ezen változatának fordításán alapul.  Az eredeti cikk szerkesztőit annak laptörténete sorolja fel. Ez a jelzés csupán a megfogalmazás eredetét és a szerzői jogokat jelzi, nem szolgál a cikkben szereplő információk forrásmegjelöléseként.
- Ez a szócikk részben vagy egészben  az   Alfred FitzRoy, 8th Duke of Grafton című angol Wikipédia-szócikk ezen változatának fordításán alapul.  Az eredeti cikk szerkesztőit annak laptörténete sorolja fel. Ez a jelzés csupán a megfogalmazás eredetét és a szerzői jogokat jelzi, nem szolgál a cikkben szereplő információk forrásmegjelöléseként.
- Ez a szócikk részben vagy egészben  a   John FitzRoy, 9th Duke of Grafton című angol Wikipédia-szócikk ezen változatának fordításán alapul.  Az eredeti cikk szerkesztőit annak laptörténete sorolja fel. Ez a jelzés csupán a megfogalmazás eredetét és a szerzői jogokat jelzi, nem szolgál a cikkben szereplő információk forrásmegjelöléseként.
- Ez a szócikk részben vagy egészben  a   Charles FitzRoy, 10th Duke of Grafton című angol Wikipédia-szócikk ezen változatának fordításán alapul.  Az eredeti cikk szerkesztőit annak laptörténete sorolja fel. Ez a jelzés csupán a megfogalmazás eredetét és a szerzői jogokat jelzi, nem szolgál a cikkben szereplő információk forrásmegjelöléseként.
- Ez a szócikk részben vagy egészben  a   Hugh FitzRoy, 11th Duke of Grafton című angol Wikipédia-szócikk ezen változatának fordításán alapul.  Az eredeti cikk szerkesztőit annak laptörténete sorolja fel. Ez a jelzés csupán a megfogalmazás eredetét és a szerzői jogokat jelzi, nem szolgál a cikkben szereplő információk forrásmegjelöléseként.
- Ez a szócikk részben vagy egészben  a   James FitzRoy, Earl of Euston című angol Wikipédia-szócikk ezen változatának fordításán alapul.  Az eredeti cikk szerkesztőit annak laptörténete sorolja fel. Ez a jelzés csupán a megfogalmazás eredetét és a szerzői jogokat jelzi, nem szolgál a cikkben szereplő információk forrásmegjelöléseként.
- Ez a szócikk részben vagy egészben  a   Henry FitzRoy, 12th Duke of Grafton című angol Wikipédia-szócikk ezen változatának fordításán alapul.  Az eredeti cikk szerkesztőit annak laptörténete sorolja fel. Ez a jelzés csupán a megfogalmazás eredetét és a szerzői jogokat jelzi, nem szolgál a cikkben szereplő információk forrásmegjelöléseként.